# Werner Garten
Werner Garten (* 30. Mai 1930; † 26. Oktober 2022) war ein deutscher Fußballspieler.

## Karriere
Nachdem Garten die Saison 1951/52 in der Gruppe I der 2. Oberliga West für Eintracht Gelsenkirchen bestritten hatte, diese jedoch in die Gruppe 3 der Landesliga Westfalen absteigen musste, wechselte er zum FC Schalke 04.
Für die Schalker kam er von 1952 bis 1958 in der Oberliga West, eine von fünf Staffeln als höchste deutsche Spielklasse im bundesdeutschen Fußball, zum Einsatz. In seiner Premierensaison kam er in zehn Punktspielen zum Einsatz, wobei er am 26. Oktober 1952 (9. Spieltag) beim 2:1-Sieg im Auswärtsspiel gegen Bayer 04 Leverkusen debütierte. Sein Verein beendete diese Saison als Sechstplatzierter. In der Folgesaison trug er bereits mit 28 Punktspielen zum dritten Platz bei. Seine letzte Saison, in der er lediglich siebenmal eingesetzt wurde und sein letztes Punktspiel am 9. März 1958 (26. Spieltag) beim 1:1-Unentschieden im Heimspiel gegen den Meidericher SV bestritt, war von zwei Titeln gekrönt. Zunächst gewann er die Westdeutsche Meisterschaft mit einem Punkt vor dem 1. FC Köln, dann die Deutsche Meisterschaft 1958, in deren Endrunde er jedoch nicht eingesetzt wurde. Für den FC Schalke 04 absolvierte er insgesamt 89 Oberligaspiele, in denen er ohne Torerfolg blieb. Des Weiteren kam er im Wettbewerb um den DFB-Pokal fünfmal zum Einsatz. Sein Debüt gab er am 15. August 1954 in der Vorrundenbegegnung mit dem SSV Jahn Regensburg. Da diese nach dem 1:1-Unentschieden nach Verlängerung keinen Sieger fand, bestritt er auch das am 1. September 1954 in Regensburg mit 6:3 gewonnene Wiederholungsspiel. Auch gegen den 1. FC Schweinfurt 05 musste er mit den Schalkern ein Wiederholungsspiel bestreiten, nachdem das Achtelfinale am 26. September ebenfalls mit 1:1 nach Verlängerung keinen Sieger hervorgebracht hatte; dieses wurde mit 1:0 gewonnen. Nachdem seine Mannschaft über das Viertel- und Halbfinale das Finale erreicht hatte, kam er wieder zum Einsatz. Das am 21. Mai 1955 in Braunschweig vor 25.000 Zuschauern ausgetragene Finale wurde jedoch mit 2:3 verloren, da Oswald Traub vom Karlsruher SC den Siegtreffer in der 86. Minute erzielte.

## Erfolge
- Deutscher Meister 1958 (ohne Einsatz)
- Westdeutscher Meister 1958
- DFB-Pokal-Finalist 1955